# Gerhard Schrader
Gerhard Schrader (ur. 23 lutego 1903, zm. 1990) – chemik niemiecki.
Ukończył studia na Uniwersytecie Technicznym w Brunszwiku. Od 1930 pracował w laboratorium w Ludwigshafen am Rhein należącym do koncernu IG Farben. Kierowany przez niego zespół rozpoczął w 1934 roku prace badawcze nad związkami fosforoorganicznymi w celu uzyskania nowych insektycydów. W 1937 roku wraz z zespołem dokonał syntezy tabunu a w 1938 roku sarinu, silnie toksycznych fosforoorganicznych związków chemicznych stosowanych jako bojowe środki trujące, zaliczane do grupy środków paralityczno-drgawkowych.
Po wojnie był przez wojska amerykańskie przez 2 lata internowany w twierdzy Kranzberg, gdzie uczestniczył w pracach nad rozwojem związków V.
W 1956 roku otrzymał Medal imienia Adolfa von Baeyera przyznany przez Niemieckie Towarzystwo Chemiczne za wybitne osiągnięcia w odkrywaniu nowych pestycydów.